# Hemiculter
Genre
Hemiculter est un genre de poissons téléostéens de la famille des Cyprinidae et de l'ordre des Cypriniformes. Hemiculter est composé de 8 espèces indigènes d'eau douce de l'Asie orientale (Sibérie au Vietnam). L'espèce type est Hemiculter leucisculus. Le nom est dérivé du mot grec « hemis », qui signifie « moitié », et du mot latin « culter », qui signifie « couteau ».

## Liste des espèces
Selon FishBase (20 novembre 2016), ce genre comprend 8 espèces :
- Hemiculter bleekeri Warpachowski, 1888
- Hemiculter elongatus Nguyen & Ngo, 2001
- Hemiculter krempfi Pellegrin & Chevey, 1938
- Hemiculter leucisculus (Basilewsky, 1855)
- Hemiculter lucidus (Dybowski, 1872)
- Hemiculter songhongensis Nguyen & Nguyen, 2001
- Hemiculter tchangi Fang, 1942
- Hemiculter varpachovskii Nikolskii, 1903